# Anastrangalia
Anastrangalia es un género de coleópteros crisomeloideos de la familia Cerambycidae. Se distribuyen por el Holártico.

## Especies
Se reconocen las siguientes:
- Anastrangalia dissimilis (Fairmaire, 1900)
- Anastrangalia dubia (Scopoli, 1763)
- Anastrangalia haldemani (Casey, 1891)
- Anastrangalia hirayamai (Matsushita & Tamanuki, 1942)
- Anastrangalia kasaharai Makihara, 2002
- Anastrangalia laetifica (LeConte, 1859)
- Anastrangalia lavinia (Gahan, 1906)
- Anastrangalia montana (Mulsant & Rey, 1863)
- Anastrangalia renardi (Gebler, 1848)
- Anastrangalia reyi (Heyden, 1889)
- Anastrangalia rubriola (Bates, 1878)
- Anastrangalia sanguinea (LeConte, 1859)
- Anastrangalia sanguinolenta (Linnaeus, 1761)
- Anastrangalia scotodes (Bates, 1873)
- Anastrangalia sequensi (Reitter, 1898)